# Balassagyarmat
Balassagyarmat (hongrois : Balassagyarmat [ˈbɒlɒʃːɒɟɒrmɒt] ; slovaque : Balážske Ďarmoty ; allemand : Jahrmarkt) est une localité hongroise située dans le comitat de Nógrád.
La ville est située sur la rive gauche de l'Ipoly qui délimite la frontière entre la Hongrie et la Slovaquie. Une ville fait vis-à-vis à Balassagyarmat, sur la rive droite de l'Ipoly, il s'agit du village slovaque de Slovenské Ďarmoty (en hongrois: Tótgyarmat). Ce village faisait partie de la ville de Balassagyarmat avant le Traité de Trianon.
Au XXe siècle, Balassagyarmat absorbe plusieurs localités voisines : Újkóvár, Patvarc (rattaché entre 1973 et 1992) et Ipolyszög (rattaché entre 1973 et 2006). Seul Újkóvár reste aujourd’hui un quartier de la ville.

## Nom et attributs

### Toponymie
Après la conquête de la plaine de Pannonie, la tribu hongroise des Gyarmat s'installe dans la région où se trouve la ville actuelle de Balassagyarmat, ce dont témoigne le toponyme « Gyarmat », auquel s'est ajouté ultérieurement le nom de ses principaux seigneurs, la famille Balassa, à partir du XVe siècle.

### Héraldique
Les armoiries de Balassagyarmat sont l'un des principaux symboles de la ville. Ses éléments iconographiques renvoient à l'histoire locale, en particulier à la forteresse de Gyarmat et à la famille Balassa, qui a donné son nom à la ville.
Les premières représentations connues du blason remontent au début du XXe siècle, époque à laquelle de nombreuses constructions publiques arborèrent les armes de la ville. Ce blason portait déjà les motifs fondamentaux : la bande d'argent (ou fasce ondée), la forteresse d'argent et un heaume sommé d'un aigle.
En 1969, comme dans plusieurs autres villes hongroises, le blason fut modifié dans le cadre de la politique symbolique du régime socialiste : seul le bouclier fut conservé, la forteresse désormais dorée fut surmontée d'une étoile rouge. Cette version resta en usage jusqu'en 1996.
La municipalité adopta alors un nouveau règlement sur les symboles de la ville, et le blason fut redessiné en s'inspirant des armoiries historiques de la famille Balassa.
Le blason est un écusson en forme de bouclier moderne à pointe, de gueules (bleu) à une terrasse de sinople (vert), chargé d'une forteresse d'argent (blanche) à trois tours crénelées, composées de dix rangées de briques. La terrasse est divisée par une fasce ondée d'argent, symbolisant la rivière Ipoly.
Au-dessus de l'écu figure un heaume d'argent ouvert, tourné vers la droite, surmonté d'une couronne. Le cimier est un aigle d'argent aux ailes déployées, tourné vers la droite.
Sous l'écu se trouve un listel d'or portant en lettres capitales antiques la devise « CIVITAS FORTISSIMA • BALASSAGYARMAT », conférée par l'Assemblée nationale en 1920 en hommage au soulèvement de 1919.

## Site et localisation

### Topographie et hydrographie
Balassagyarmat se situe dans la moyenne vallée de l'Ipoly (Középső-Ipoly-völgy), dans une vallée fluviale en terrasses. 
À proximité immédiate de la ville se trouvent les lacs de Nyírjes, couvrant une superficie de 8,5 hectares. À l'entrée est se trouve la colline de Springa, longtemps exploitée pour l'agriculture, et en cours de reboisement depuis 1992. Son nom provient de l'un des anciens grands propriétaires fonciers locaux.

### Géologie et géomorphologie
La région est constituée de cuvettes d'effondrement récentes, comblées, délimitées au sud par les collines de Terény et au sud-est par celles de Szécsény. Le socle, formé de schistes cristallins carbonifères, est recouvert de marnes argileuses d'époque oligocène, elles-mêmes surmontées de terres brunes (barnaföld), type de sol dominant autour de Balassagyarmat.

### Climat
Balassagyarmat bénéficie d'un climat continental tempéré, caractérisé par des hivers froids et des étés chauds. Les températures moyennes minimales descendent jusqu'à −6 °C en janvier et février, tandis que les maximales hivernales restent proches de 2 à 4 °C. Le printemps apporte une hausse progressive des températures, atteignant en moyenne 23 °C en mai. Les mois les plus chauds sont juillet et août, avec des maximales moyennes respectives de 28 et 27 °C, et des minimales autour de 13 à 14 °C.
Les précipitations sont relativement modérées tout au long de l'année, avec un pic en été : elles culminent à un peu plus de 80 mm en juillet, tandis que les mois les plus secs, comme janvier, mars ou octobre, reçoivent autour de 30 à 31 mm. L'automne est marqué par une baisse progressive des températures, avec des maximales tombant à 9 °C en novembre, avant d'atteindre à nouveau 2 °C en décembre.
Ce climat, typique de la plaine du nord de la Hongrie, résulte de l'influence continentale, avec des écarts thermiques marqués entre l'hiver et l'été, et une pluviométrie modérément concentrée entre mai et août.
| Mois                              | jan. | fév. | mars | avril | mai | juin | jui. | août | sep. | oct. | nov. | déc. | année |
| --------------------------------- | ---- | ---- | ---- | ----- | --- | ---- | ---- | ---- | ---- | ---- | ---- | ---- | ----- |
| Température minimale moyenne (°C) | −6   | −6   | −1   | 3     | 8   | 12   | 14   | 13   | 8    | 4    | 1    | −1   |       |
| Température moyenne (°C)          | −2   | −1   | 4    | 10    | 16  | 19   | 21   | 20   | 15   | 10   | 5    | 0,5  | 9,5   |
| Température maximale moyenne (°C) | 2    | 4    | 10   | 18    | 23  | 26   | 28   | 27   | 22   | 16   | 9    | 2    | 15,6  |
| Précipitations (mm)               | 31   | 31,1 | 31   | 30    | 62  | 78   | 80,6 | 49,6 | 42   | 31   | 30   | 40,3 | 536,6 |

### Aires faunistiques et floristiques

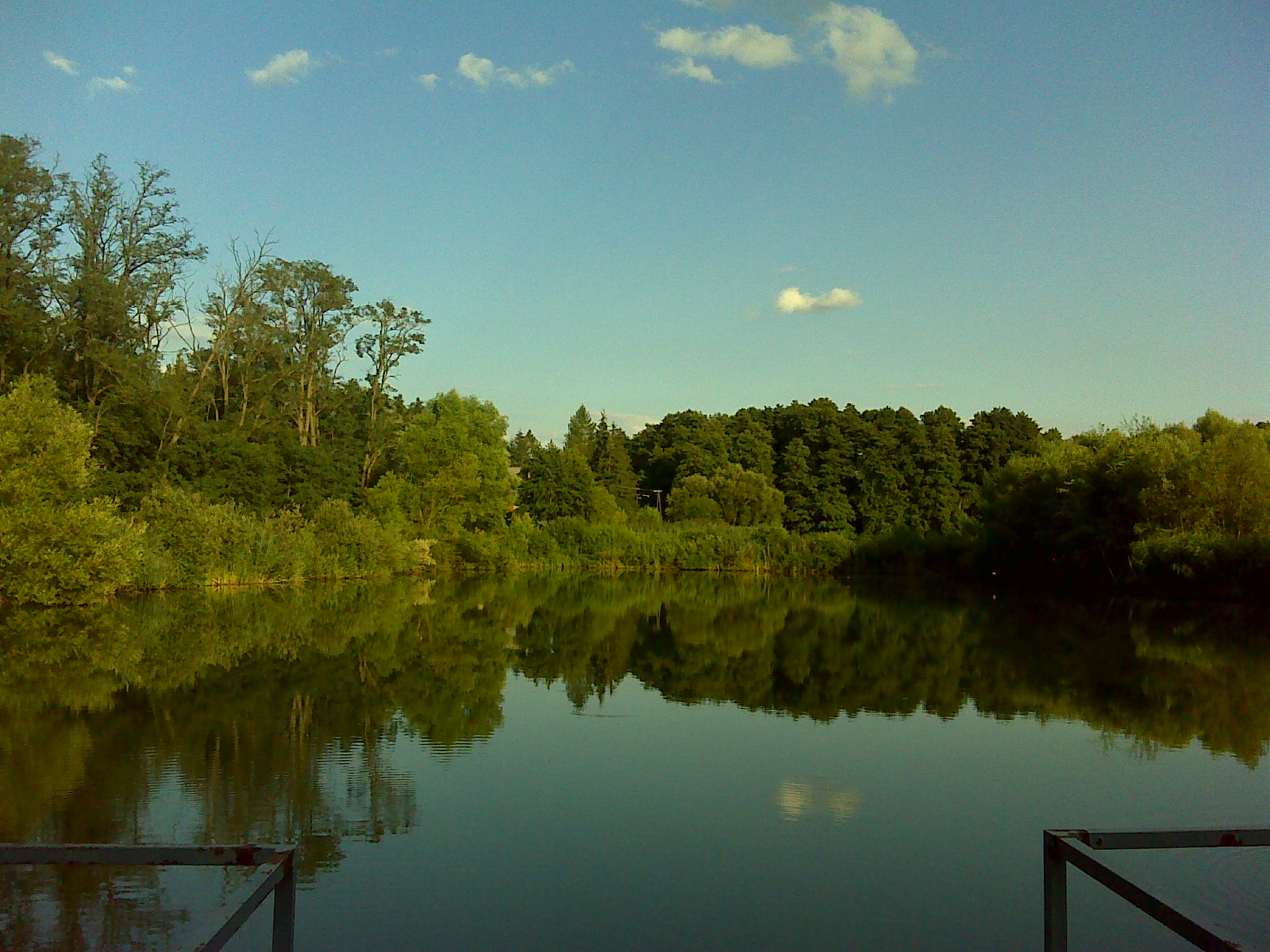
La zone naturelle protégée de Nyírjes.

À l'entrée ouest de la ville s'étend la zone naturelle protégée d'Égerláp, qui est aménagée en sentier pédagogique. La zone naturelle protégée de Nyírjes, au sud de la ville, est connue pour ses étangs de pêche, ses forêts humides, son jardin botanique et son parc animalier.

## Histoire
Le site de Balassagyarmat est occupé depuis la préhistoire en raison de sa situation géographique favorable. Des traces d'habitat remontant au Chalcolithique (âge du cuivre) y ont été identifiées.
La première attestation écrite de la ville remonte à 1244. Le château-fort, construit après l'attaque du royaume de Hongrie par les Tatars, constitue le noyau de la ville. Il s'agissait à l'origine d'un poste de surveillance établi après le passage des Mongols.
Aux XIVe et XVe siècles, le château et les terres qui l'entouraient étaient la propriété de la famille Balassa. À partir du XIVe siècle, le nom de la ville reflète cette possession. Le nom allemand de la ville (Jahrmarkt) ne prit cependant pas ce préfixe familial.
En 1437, la ville reçoit le droit de marché (Marktrecht en allemand, mezővárosi jog en hongrois).
Les Ottomans s'emparent de la ville en 1552. À la suite des combats, toute la région est dépeuplée. En 1593, les troupes turques se retirent après avoir incendié la forteresse. L'ultime occupation ottomane remonte à 1663 ou 1665, date à laquelle la forteresse est détruite par explosion. De nouveaux colons n'arrivent qu'au XVIIe siècle. Les murs de la ville sont reconstruits ; leurs ruines sont encore visibles dans la rue Bástya.

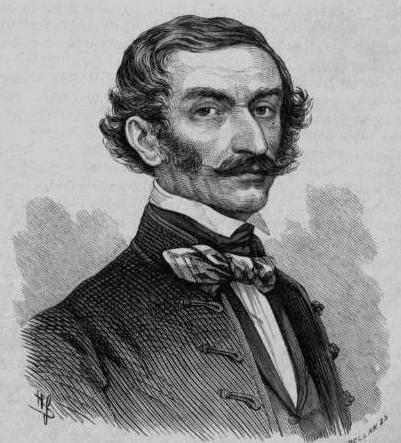
Márk Rózsavölgyi, « père du csárdás ».

Après l'expulsion des Turcs, la ville se repeuple rapidement grâce à sa situation géographique favorable, au croisement d'importants axes commerciaux reliant les villes minières de Haute-Hongrie à la grande plaine. Plusieurs communautés commerçantes s'y installent, notamment des Serbes, des juifs et des Souabes du Danube. Leur présence est encore visible aujourd'hui à travers l'église serbe et le cimetière juif. C'est de cette communauté juive qu'est issu Márk Rózsavölgyi, figure majeure du genre verbunkos, surnommé le « père du csárdás ».

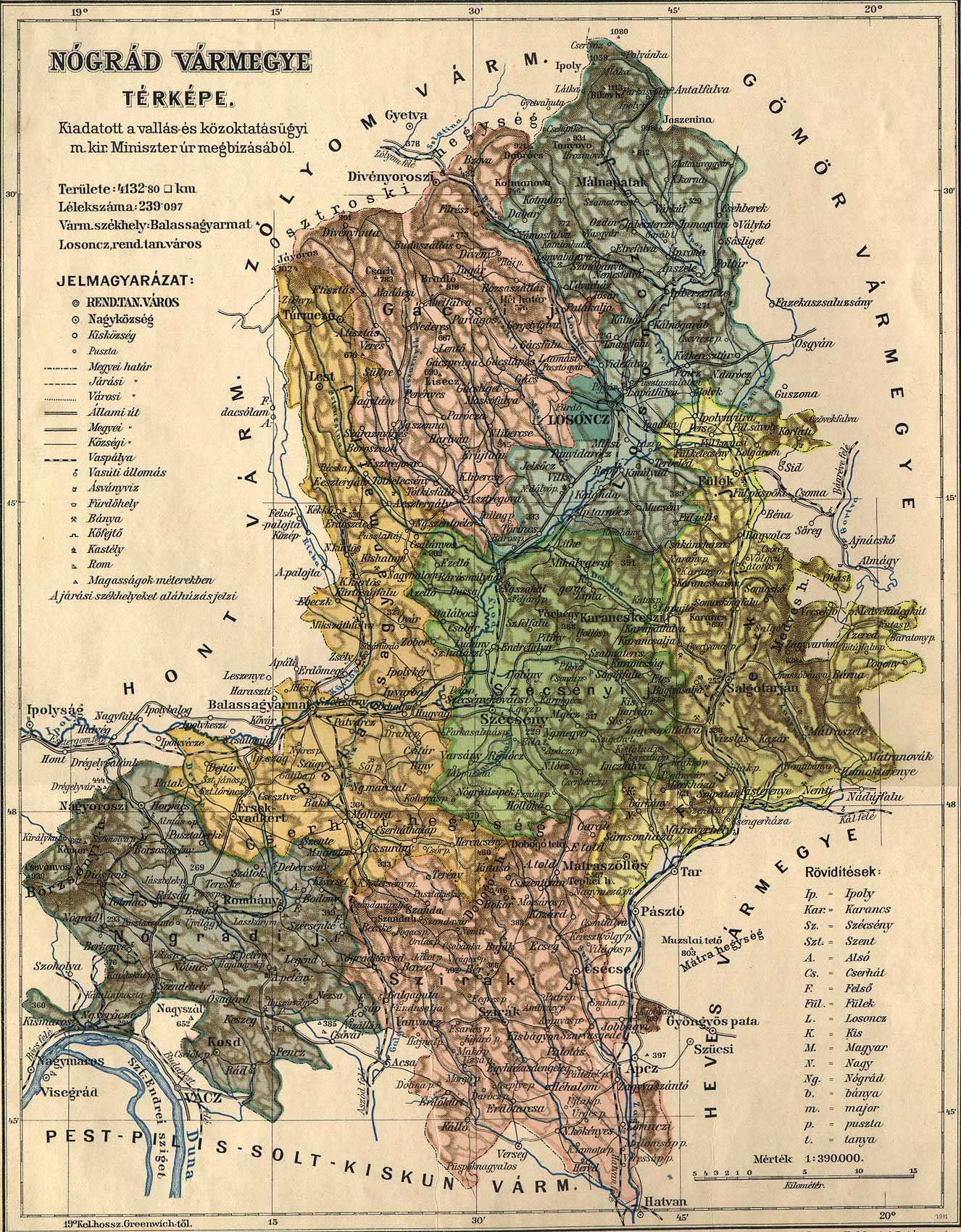
L'ancien comitat de Nógrád s'étendait entre la Hongrie et l'actuelle Slovaquie, de part et d'autre de la rivière Ipoly, désormais cours d'eau frontalier entre les deux pays.

En 1790, la ville devient la capitale du comitat de Nógrád. Le siège de l'administration comitale est installé dans une ancienne caserne, remplacée en 1835 par un nouveau hôtel du comitat.

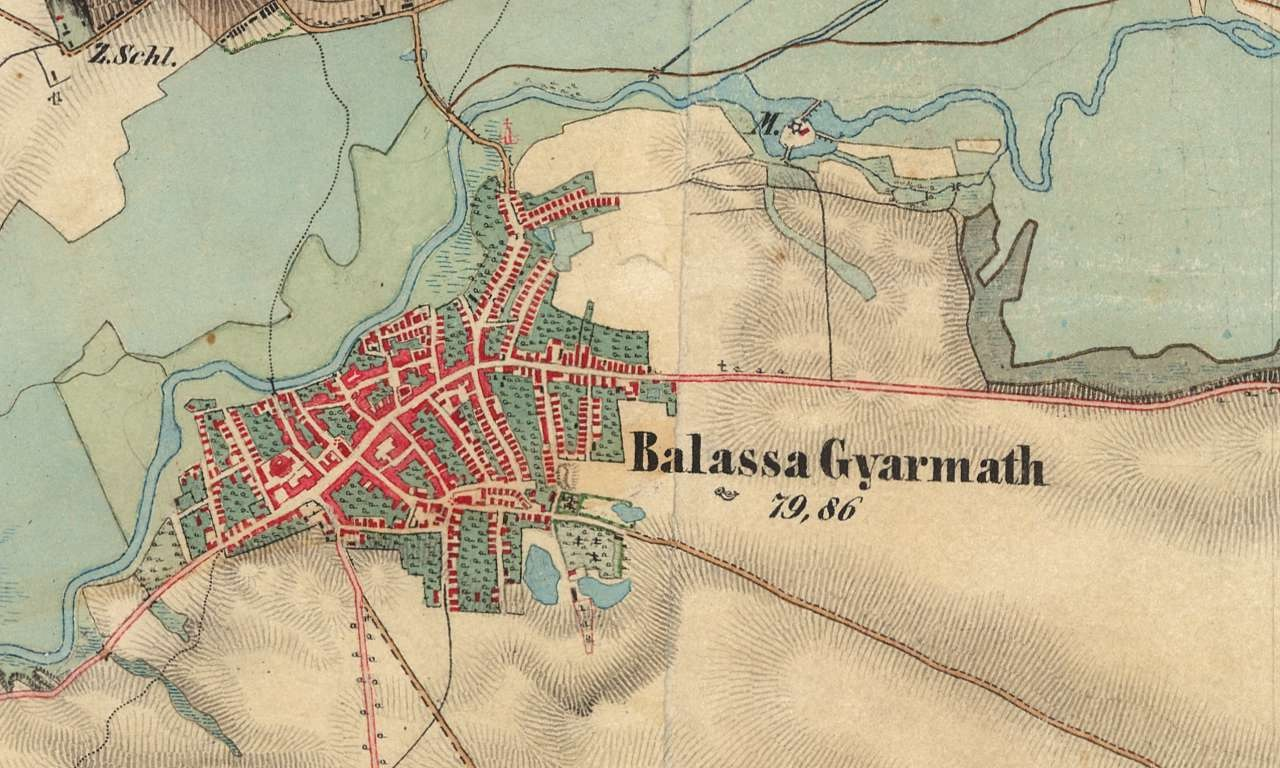
Balassagyarmat au XIXe siècle.

Balassagyarmat connaît un développement important durant la période des réformes du XIXe siècle. Sa population atteint 7529 habitants à la fin de cette période. La ville joue un rôle administratif et commercial majeur, tout en voyant se construire plusieurs équipements (palais de justice, hôpital, bains publics, écoles, galerie municipale...). Parmi les architectes notables ayant marqué la ville figurent Gyula Wälder, Alfréd Hajós et Dezső Magos.
Lors de la révolution hongroise de 1848, un comité municipal est constitué très tôt (le 25 mars), et des troupes de la garde nationale sont levées dans la journée. Plusieurs figures littéraires ou politiques hongroises ont séjourné ou exercé à Balassagyarmat, dont Sándor Petőfi, Imre Madách et Jenő Komjáthy.
Pendant la Première Guerre mondiale, de nombreux habitants sont envoyés sur le front de l'Est, notamment en Pologne. Un monument aux morts leur rend hommage sur la place des Héros.
En janvier 1919, des habitants de la ville repoussent la garnison tchécoslovaque et reprennent le contrôle de Balassagyarmat. L'événement est connu sous le nom de Csehkiverés (« expulsion des Tchèques ») ou soulèvement de Balassagyarmat et vaut à la ville le titre de Civitas Fortissima (« la plus brave des villes »), inscrit sur ses armoiries.

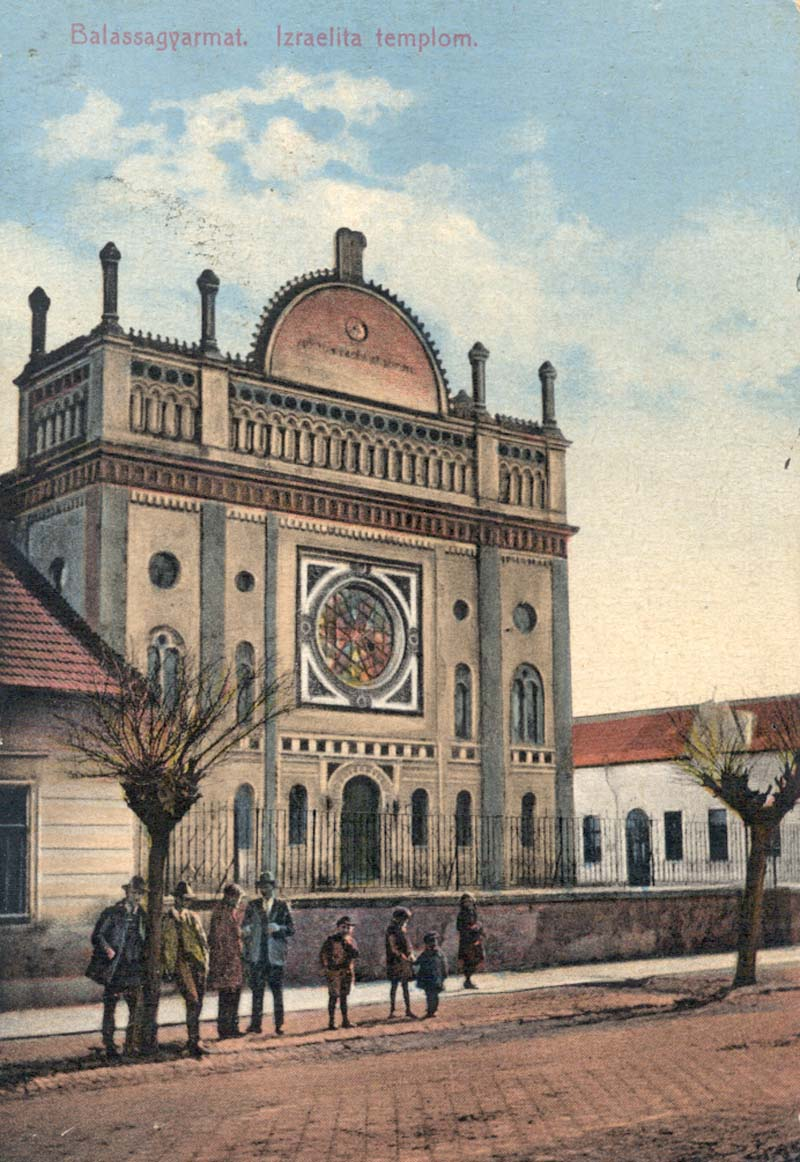
La synagogue de Balassagyarmat sur une carte postale de 1927.

Le 9 mai 1944, environ 3000 juifs de Balassagyarmat et des localités voisines sont enfermés dans un ghetto, puis déportés à Auschwitz les 11 et 14 juin.
En 1945, une commission de répartition des terres est créée à Balassagyarmat. Elle attribue des parcelles à plus de 11 000 familles. En 1950, le siège administratif du nouveau département de Nógrád est transféré à Salgótarján, bien que le conseil comital ait été initialement installé à Balassagyarmat jusqu'en 1952. La réforme territoriale de 1950 entraîne des transferts de localités, notamment vers le département de Pest, modifiant l'équilibre démographique et géographique du département de Nógrád.
Si elle perd alors son statut de chef-lieu, la ville conserve des fonctions administratives importantes : elle abrite encore aujourd'hui le tribunal comital et le parquet, ce qui est exceptionnel pour une ville non préfecture. Elle est, avec Gyula, l'une des deux seules villes de Hongrie dans ce cas.
Durant les décennies suivantes, Balassagyarmat joue un rôle de centre local dans l'administration territoriale. Elle est chef-lieu de district jusqu'en 1983, puis devient le centre de la zone urbaine environnante (1984–1990), avant de devenir à nouveau le centre du district à partir de 2013.
En 1973, la ville est marquée par une prise d'otages dramatique : deux jeunes hommes, András Pintye et László Pintye, prennent les résidentes d'un internat féminin en otage dans une tentative de fuite à l'étranger.

## Population

### Tendances démographiques
La population de Balassagyarmat a connu une croissance continue entre le XVIIIe siècle et la fin du XXe siècle. Comptant environ 3 500 habitants en 1785, la ville franchit le seuil des 10 000 habitants au début du XXe siècle, portée par son développement administratif, économique et ferroviaire. Le maximum démographique est atteint en 1990, avec près de 19 000 habitants. Depuis lors, la population est en déclin modéré mais régulier, passant sous les 16 000 habitants après 2010. Cette baisse s’explique notamment par les dynamiques de dépeuplement des petites villes de province, le vieillissement démographique et une moindre attractivité résidentielle face aux pôles urbains régionaux plus dynamiques.

### Minorités culturelles et religieuses
Lors du recensement de 2022, la population de Balassagyarmat se composait à 91,5 % de Hongrois, 1,4 % de Roms, 0,4 % de Slovaques, 0,4 % de personnes d'origine allemande, 0,1 % de Roumains, 0,1 % d'Ukrainiens et 2,9 % d'autres nationalités. 8,3 % des habitants n'ont pas souhaité répondre à cette question.
Sur le plan religieux, 45,9 % des habitants se déclaraient catholiques romains, 5,6 % évangéliques, 2,0 % réformés, 0,2 % catholiques gréco-catholiques, 0,1 % israélites et 1,8 % chrétiens d'autres confessions. Par ailleurs, 7,7 % se déclaraient sans affiliation religieuse et 35,6 % n'ont pas répondu à la question.

#### Extermination des juifs de Balassagyarmat durant la Seconde Guerre mondiale
La présence juive à Balassagyarmat remonte à environ six siècles. Dès le XVIIIe siècle, la communauté est l'une des plus importantes de la région, voire du pays. Elle joue un rôle majeur dans le développement économique de la ville, notamment dans le commerce. Au milieu du XIXe siècle, près de 40 % de la population est de confession israélite, ce qui témoigne de son poids démographique et culturel.
L'émancipation juridique des juifs hongrois, consacrée par la loi de 1868, permet à de nombreux membres de la communauté de s'impliquer dans tous les domaines de la vie publique du chef-lieu de comitat, que ce soit dans les affaires, les professions libérales ou les institutions locales.
En 1868, la grande synagogue orthodoxe est construite. C'est alors l'une des plus vastes et des plus majestueuses du pays, avec une capacité de quelque 4000 fidèles. Elle symbolise le rayonnement spirituel et culturel de la communauté locale.
Durant la Seconde Guerre mondiale, à la fin du printemps 1944, les autorités allemandes et hongroises désignent la grande synagogue et ses abords immédiats comme lieu de confinement pour la population juive de la ville et des localités environnantes. De là, près de 2000 personnes — soit environ un sixième de la population totale de la ville — sont déportées. À la fin du conflit, seules 136 personnes reviennent des camps d'extermination.
La grande synagogue est dynamitée par les troupes allemandes en retraite. Ses ruines, restées visibles pendant des décennies, ont finalement été dégagées. Le site accueille aujourd'hui un marché.

## Équipements

### Éducation

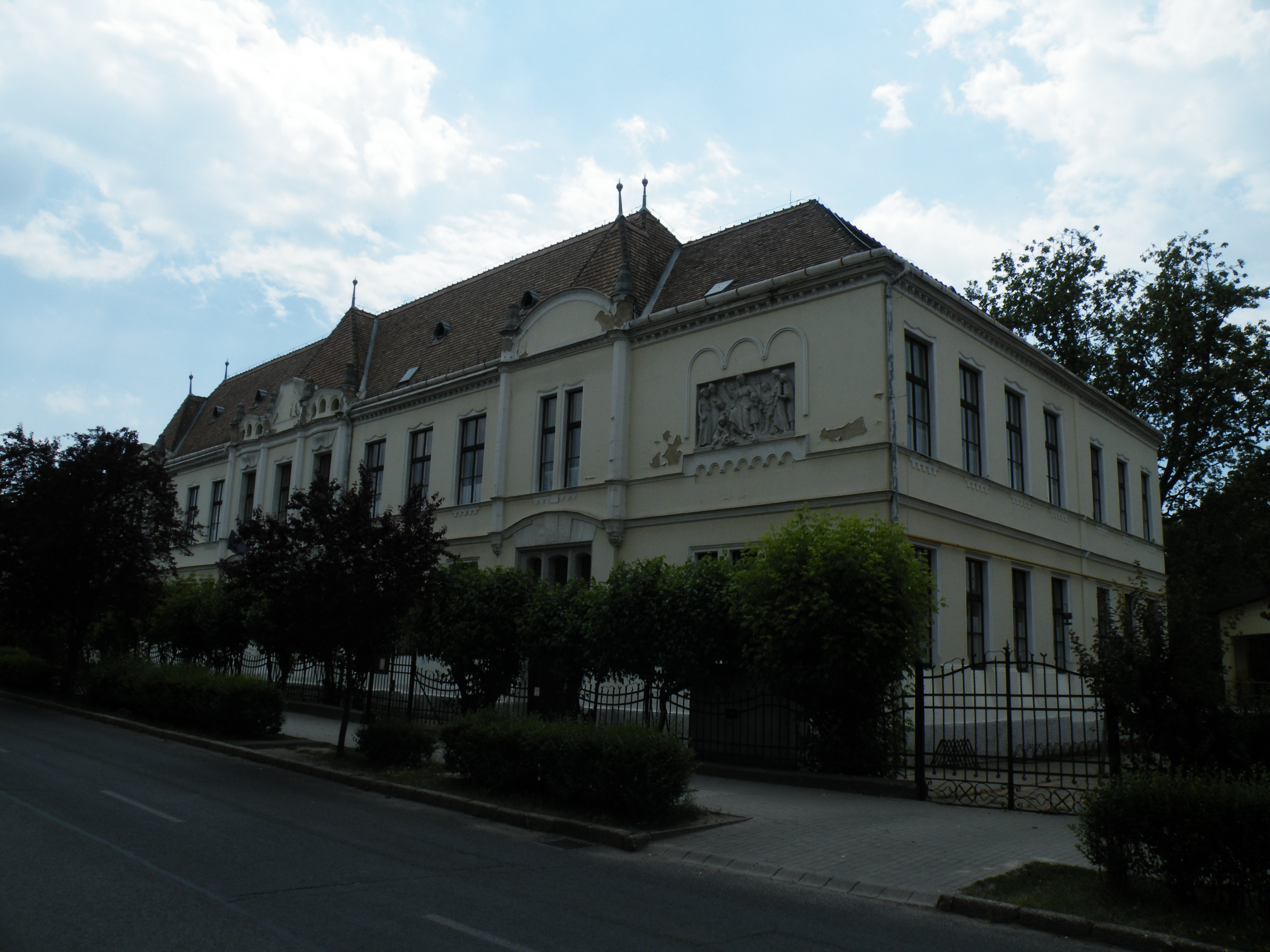
L'école élémentaire Árpád Kiss.

Le système éducatif de Balassagyarmat s'appuie sur un réseau diversifié d'établissements allant de l'enseignement préscolaire à l'enseignement secondaire, en passant par les écoles artistiques et les structures d'accueil en internat.
Cinq jardins d'enfants publics sont en activité dans la ville. Regroupés en 2007 pour des raisons d'efficacité administrative, ces établissements sont désormais gérés sous une direction commune. Ils comprennent l'école maternelle centrale ainsi que ses quatre antennes : Cseperedő, Játékvár, Nyitnikék et Meseerdő.
Le paysage scolaire de la ville comprend également cinq écoles élémentaires, dont trois ont été réunies en une seule structure en 2007 pour des raisons budgétaires. En 2011, dans le contexte d'un transfert de compétence entre échelons administratifs, le département de Nógrád a pris en charge la gestion de deux lycées et d'un internat, aggravant temporairement son déficit d'environ 200 millions de forints. À la rentrée 2014–2015, les trois écoles élémentaires regroupées ont retrouvé leur autonomie sous la tutelle du Centre de gestion des établissements Klebelsberg (KLIK). En parallèle, les établissements privés confessionnels se sont développés : en 2016, l'ancien internat salésien a été reconverti par le diocèse de Vác en école primaire chrétienne, accueillant les classes inférieures de l'établissement Saint-Émeric. Cette structure a été renommée officiellement École catholique primaire et lycée Saint-Émeric à partir du 1er septembre 2017,.
Parmi les écoles élémentaires figurent notamment l'école Árpád Kiss, l'école György Dózsa, l'école Lőrinc Szabó, l'école Saint Émeric ainsi que l'établissement spécialisé Mosoly EGYMI, destiné aux élèves en situation de handicap ou à besoins éducatifs particuliers. La ville dispose également de plusieurs lycées généraux et professionnels, parmi lesquels le lycée Bálint Balassi, le lycée technologique Albert Szent-Györgyi, ainsi que les établissements Kálmán Mikszáth et György Szondi, tous deux intégrés au centre régional de formation professionnelle de Nógrád. L'école Saint Émeric assure aussi des classes de lycée. L'enseignement artistique est représenté par l'école municipale de musique Márk Rózsavölgyi, qui dispense une formation de base dans diverses disciplines instrumentales. Enfin, un internat, le collège Imre Madách, complète l'offre éducative de la ville.

### Vie culturelle

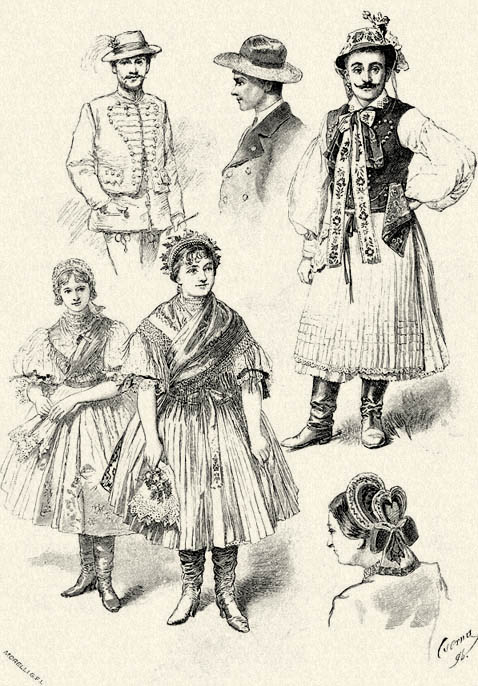
Tenues traditionnelles palóc.

Du point de vue de la géographie humaine et de l'ethnographie, Balassagyarmat est considérée comme l'un des principaux foyers de la culture et du dialecte palóc, dont l'aire s'étend dans le nord du pays. C'est en référence à cette tradition que l'écrivain Kálmán Mikszáth surnomma la ville la « capitale du pays palóc » (Palócország fővárosa).

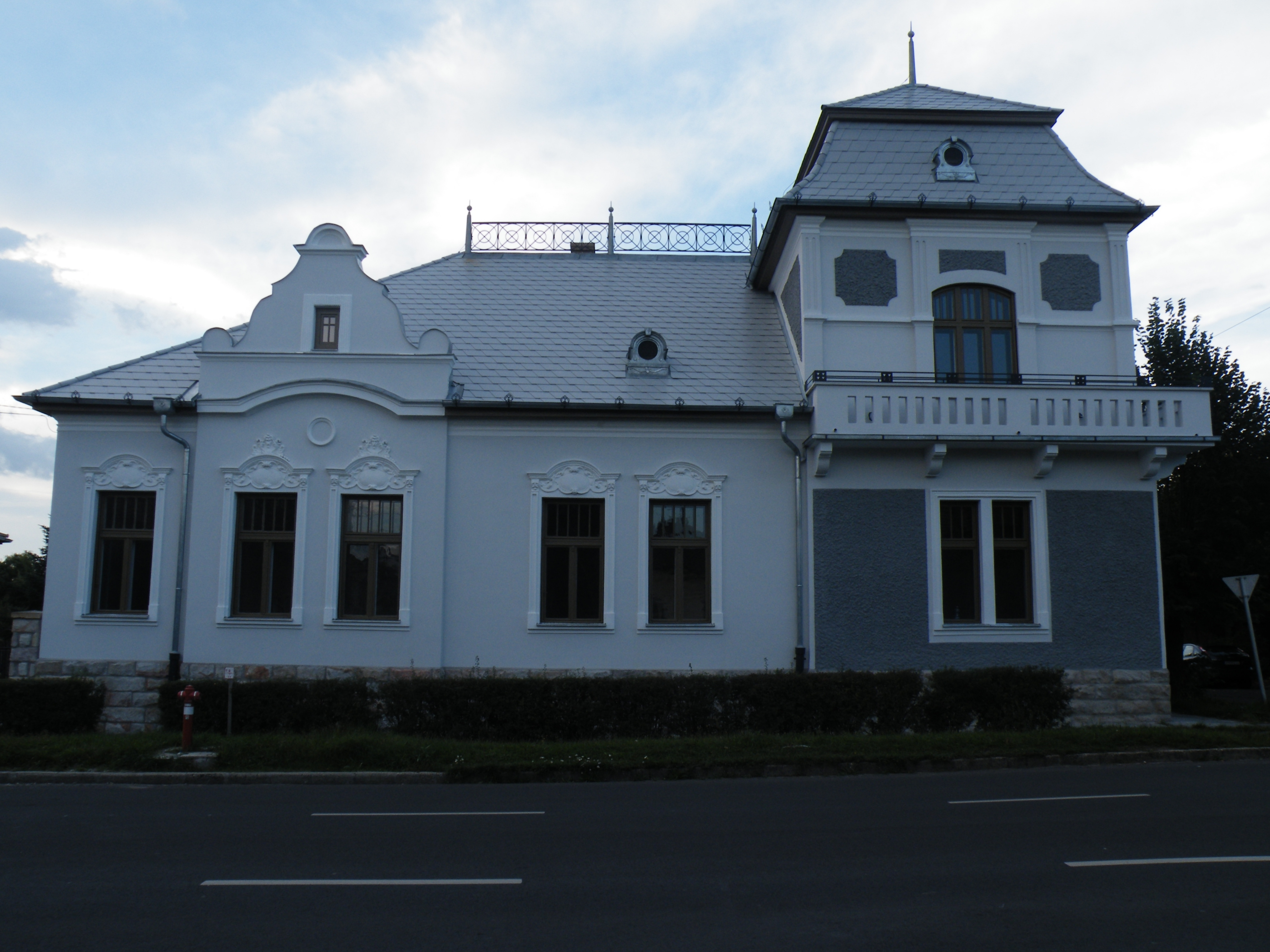
Le musée Civitas Fortissima dans la villa Huszár.

La vie culturelle locale repose sur un réseau dense d'institutions, musées et galeries. Le Centre culturel Kálmán Mikszáth constitue le principal pôle d'animation artistique, accueillant également la bibliothèque municipale Imre Madách, la galerie Endre Horváth, ainsi que le cinéma Madách. Le musée palóc présente un panorama complet de la culture matérielle et spirituelle des populations palóc, tandis que le musée Civitas Fortissima retrace l'histoire du soulèvement populaire de 1919. Deux musées techniques originaux complètent l'offre : le pusée de la moto Pannónia et le premier musée hongrois du vélo. D'autres lieux d'exposition incluent la galerie Jánossy, la galerie du temple serbe, la galerie Tornay, ainsi que l'espace Artéria, qui fait également office de club artistique.

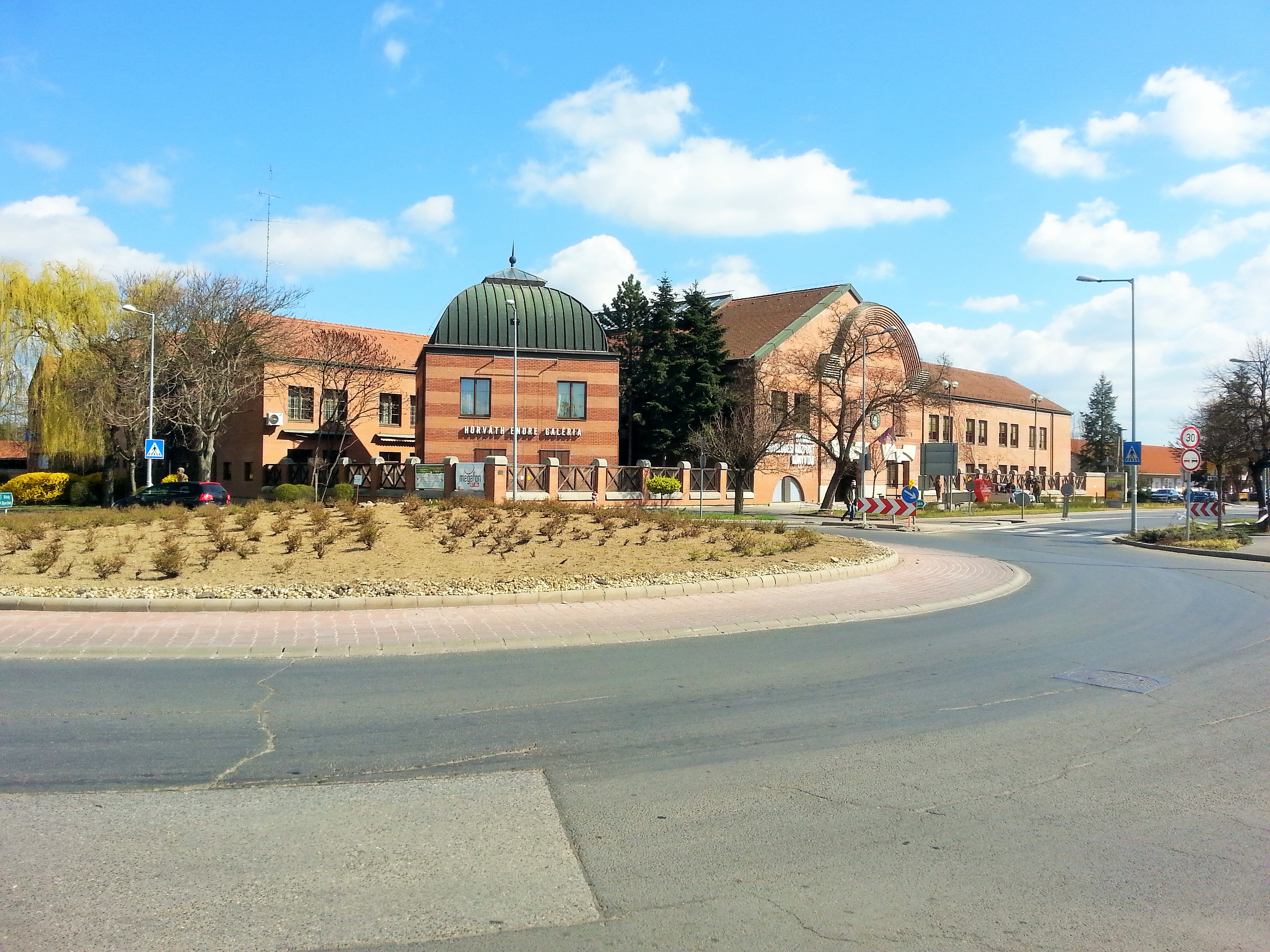
Le Centre culturel Kálmán Mikszáth.

La ville accueille tout au long de l'année de nombreux événements culturels, allant des festivals de théâtre aux concerts en plein air. En janvier, les Journées littéraires et théâtrales Imre Madách réunissent des troupes venues de tout le pays. Elles sont suivies par la Fête comitale Madách, au cours de laquelle sont remis les prix Madách et Endre Horváth, destinés aux personnalités marquantes de la vie culturelle de Nógrád. Chaque 29 janvier, la ville célèbre la journée de la Civitas Fortissima, en mémoire du soulèvement contre les troupes tchécoslovaques de 1919. La cérémonie officielle inclut la remise de la médaille d'honneur « Pour Balassagyarmat » et du titre de citoyen d'honneur.
Le printemps et l'été sont rythmés par des manifestations populaires. En avril, la Journée de la poésie hongroise est fêtée dans plusieurs établissements. En mai, la fête de quartier Ujjé a ligetben! se tient au théâtre de verdure du parc palóc, et marque l'ouverture de la saison estivale. De juin à août, la série de concerts LigiPop mêle rock indépendant, jazz libre et surf rock. Le Diákjuniális, célébré le dernier jour de l'année scolaire, symbolise une prise de pouvoir éphémère par les représentants lycéens de la ville. La Nuit des musées est également organisée, impliquant à certaines éditions le musée palóc, le musée de la moto ou même l'ancienne prison.
Parmi les temps forts de l'été figurent la Fête de la bière du centre-ville, plus grande manifestation gastronomique du comitat, et le pèlerinage palóc de la Sainte-Anne, qui célèbre le patrimoine religieux et folklorique local. L'automne est marqué par le bal de l'ancienne ville, qui fait revivre les marchés de l'Óváros tér, et la rencontre annuelle de la Société des amis de Balassagyarmat, organisée à Budapest depuis 1986. L'hiver donne lieu à un Marché de l'Avent et au festival de jazz JazzOn!, qui se tient en décembre au centre culturel Mikszáth.
La vie musicale locale est soutenue par l'école d'art Márk Rózsavölgyi, qui organise régulièrement des concerts, dont le festival estival « Musique sans frontières », reconnu au niveau international pour son ouverture aux jeunes musiciens européens.
La scène musicale locale comprend plusieurs groupes et formations, parmi lesquels Latte Maffiato, Csalogató Együttes, Retro Rock Band, Kamaraegyüttes, Kinopuskin, No Future, Sugera Bugera Band, ou encore Ravatal.

### Réseaux intra-urbains

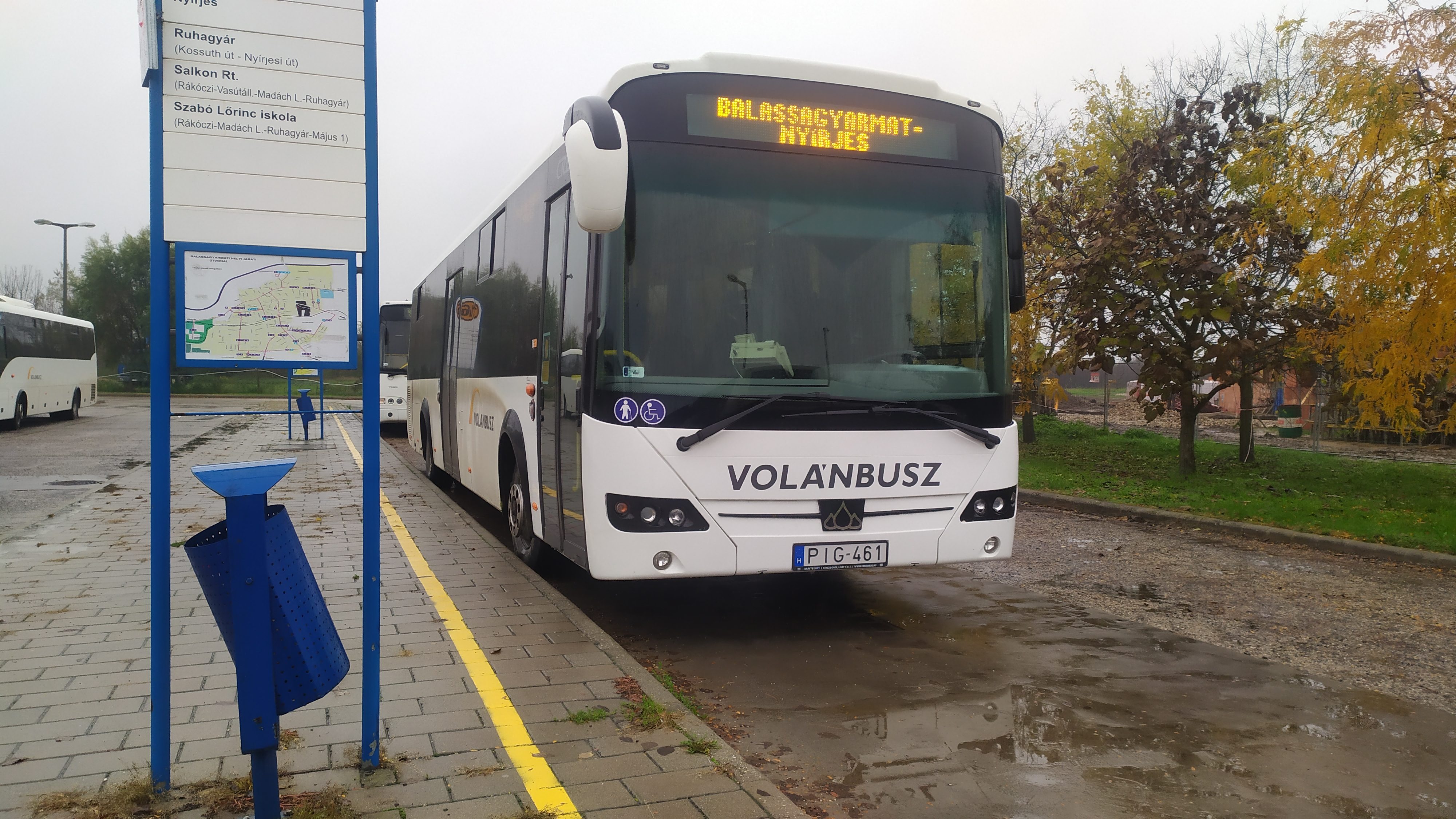
Ligne de bus entre le centre-ville et le quartier de Nyírjes.

Le transport public local a une longue tradition. En 1932, Balassagyarmat est la première ville du comitat de Nógrád à se doter d'un service de bus urbain, exploité par MAVART entre le quartier de Nagyliget et l'hôpital municipal. Depuis le 1er octobre 2019, la gestion du réseau local et interurbain est assurée par la société Volánbusz. 
Balassagyarmat connaît par ailleurs un développement progressif des infrastructures cyclables. Une première piste mixte piétons–vélos d'environ 150 mètres est aménagée en 2004 au nord de la ville, parallèlement au contournement de la route 22. En 2021, deux nouvelles sections viennent enrichir le réseau. La première, longue de 4,08 kilomètres, relie la commune voisine de Szügy à la gare routière de Balassagyarmat en longeant la route 2108 et en franchissant la voie ferrée. La seconde, d'une longueur de 1,01 kilomètre, part du rond-point du parc Madách et suit partiellement le tracé de la route 22 ainsi que la promenade du centre aquatique, jusqu'au parc industriel de la ville,.
Le développement cyclable s'inscrit dans le cadre du projet municipal « Zöld csiga » (« Escargot vert »), qui prévoit de relier les deux tronçons existants via la base de loisirs en bord d'Ipoly, ainsi que l'intégration de l'hôpital dans le réseau cyclable. Des projets visent également à relier le centre-ville à Nyírjes en réutilisant des chemins agricoles existants,.

### Réseaux extra-urbains
Balassagyarmat se situe à 80 kilomètres au nord de Budapest et à environ 45 kilomètres de Vác comme de Salgótarján. La ville est accessible en voiture depuis la capitale via l'autoroute M2, puis par la route principale 2 jusqu'à Rétság, où l'on rejoint la route nationale 22 en direction de Salgótarján. Ce trajet, effectué à un rythme modéré, dure environ une heure et quart. D'autres itinéraires passent par Vác, avec un temps de parcours similaire.
Le réseau routier secondaire relie Balassagyarmat à plusieurs communes alentour. Aszód est accessible par la route 2108, Patvarc et Csitár par la route 2119, et Csesztve par la route 21 128. La route 222, qui longe la limite nord de la ville, permet de rejoindre le poste-frontière vers la Slovaquie, à Slovenské Ďarmoty. Depuis Zvolen, en Slovaquie, Balassagyarmat est accessible par les routes 66, 527 et 527A côté slovaque, puis par la 222 côté hongrois.

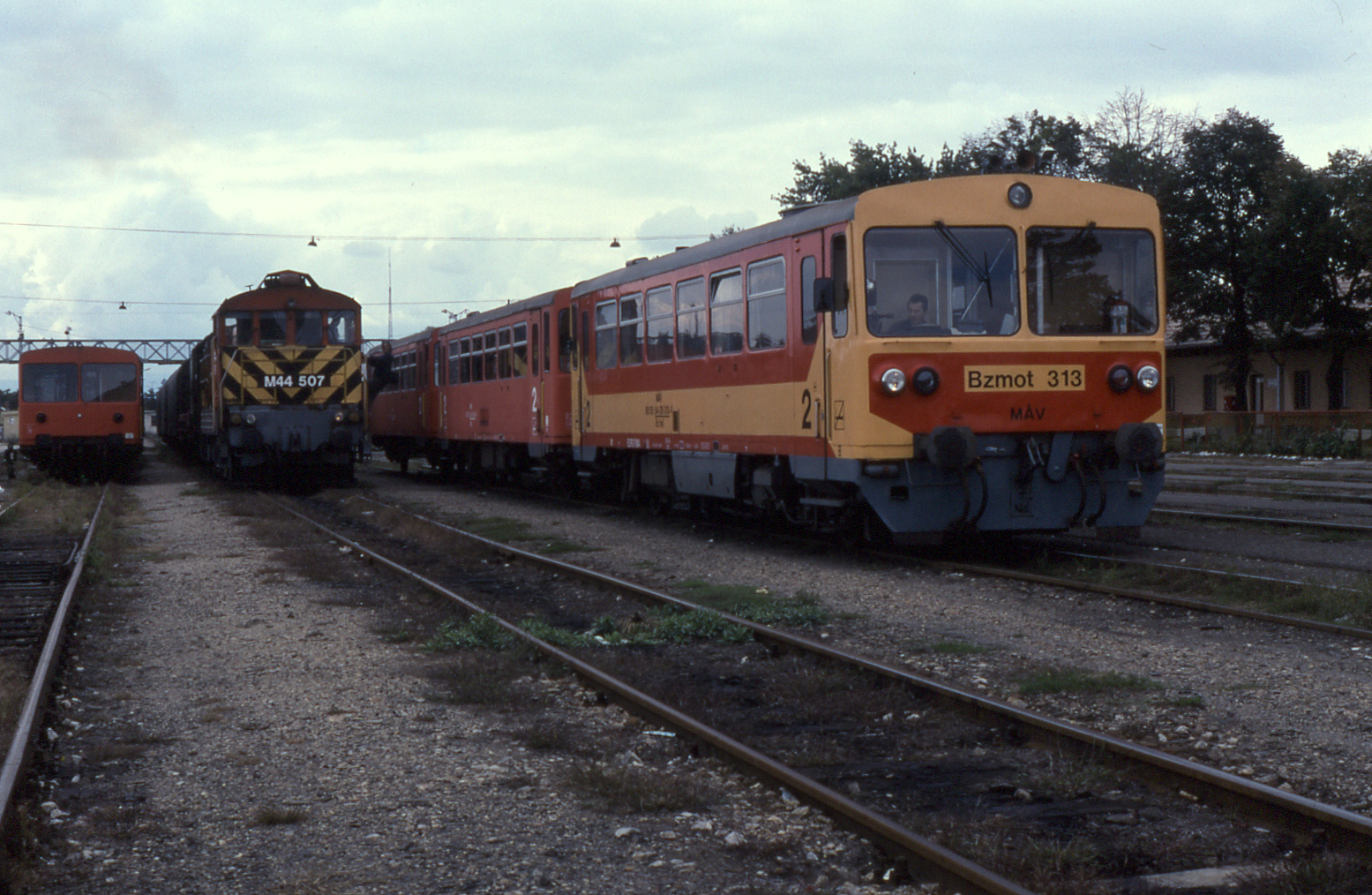
Vieil autorail Bzmot 313 en gare de Balassagyarmat.

La ville est desservie par deux lignes ferroviaires secondaires du réseau des chemins de fer hongrois : la ligne 78 reliant Aszód à Ipolytarnóc via Balassagyarmat, et la ligne 75 partant de Vác en direction de Drégelypalánk. La gare de Balassagyarmat est située entre les arrêts de Szügy et Őrhalom sur la première ligne, et juste après Ipolyszög sur la seconde. Cette dernière suit un tracé pittoresque le long de l'Ipoly et au pied du massif du Börzsöny, et est considérée comme l'une des plus belles lignes ferroviaires du pays.
Des liaisons fréquentes par autocar, assurée par la société publique Volánbusz, relient la ville à Budapest (terminal d'Újpest-Városkapu) et à Salgótarján, avec des départs toutes les heures. Des trajets vers Vác sont proposés environ toutes les deux heures.

## Économie
L'économie de Balassagyarmat connaît un essor notable à partir de la fin du XIXe siècle et du début du XXe siècle. Plusieurs investissements structurants sont réalisés à cette époque, parmi lesquels la construction d'un moulin à vapeur en 1874, d'un second en 1890, puis d'un abattoir moderne en 1912, en bordure ouest de la ville. En parallèle, le dynamisme de la construction privée et publique contribue au développement de l'industrie des matériaux, en particulier à la multiplication des briqueteries le long de l'Ipoly. Cette dynamique est interrompue par les deux guerres mondiales, puis freinée durablement après 1950, lorsque Balassagyarmat perd son statut de chef-lieu au profit de Salgótarján, où sont concentrés les efforts d'industrialisation lourde.
Dans les années 1960, sous l'impulsion du président du conseil municipal Márton Lombos, la ville bénéficie toutefois d'un soutien renouvelé. Elle est progressivement orientée vers un statut de ville moyenne industrialisée. Plusieurs usines voient alors le jour dans la zone industrielle ouest : une câblerie, une entreprise de métallurgie, une menuiserie industrielle, une imprimerie, un nouvel abattoir, ainsi qu'une usine de bonneterie ouverte en 1971 par le Budapesti Finomkötöttárugyár dans l'ancienne grande salle de la maison du comitat. La transition économique qui suit la chute du régime communiste provoque la fermeture de plusieurs de ces grandes entreprises : l'usine de meubles, la fonderie, l'abattoir et l'usine de bonneterie cessent leurs activités, tandis que la câblerie continue à fonctionner à effectif réduit.
Aujourd'hui, l'économie locale repose sur plusieurs entreprises industrielles, dont certaines ont une portée régionale ou nationale. La société Prysmian (ex-câblerie d'État) produit des câbles à haute tension. L'entreprise Delta-Tech conçoit des lignes de production sur mesure, tandis que Bremas Hungary fabrique des composants électromécaniques. La filiale hongroise du groupe allemand MAHLE, spécialisée dans la production de compresseurs, constitue le principal employeur du comitat de Nógrád.
Le commerce de détail est assuré par plusieurs chaînes nationales. Balassagyarmat dispose de sept grandes enseignes alimentaires : Tesco, Aldi, SPAR, Lidl, Penny Market, Coop et quelques commerces indépendants. Par le passé, la ville comptait également des enseignes Plus et CBA, mais ces dernières ont disparu dans les années 2010. L'ancien magasin Plus a été brièvement converti en SPAR, puis en commerce asiatique, avant d'accueillir un magasin Aldi en 2023. Ces enseignes étaient détenues par la société Palóc Nagykereskedelmi Kft., basée à Salgótarján, qui a fait faillite en 2017.
Depuis les années 2010, des investissements touristiques ont renforcé l'attractivité de la ville. Le centre historique a été réaménagé avec la rénovation de la galerie municipale (Jánossy Képtár), du théâtre de plein air (Palóc Színpad) et la transformation de la place centrale (Civitas Fortissima tér) en zone semi-piétonne. L'espace d'exposition Civitas Fortissima a quant à lui été agrandi pour devenir un véritable musée. Dans le quartier de Nyírjes, en bordure de la ville, plusieurs projets de développement touristique ont été lancés : la création en 2012 d'un jardin botanique et d'un parc animalier, ainsi que la réalisation prévue d'une tour panoramique, d'une halte pour cyclistes, d'un hangar à bateaux et d'une plage publique.

## Organisation administrative

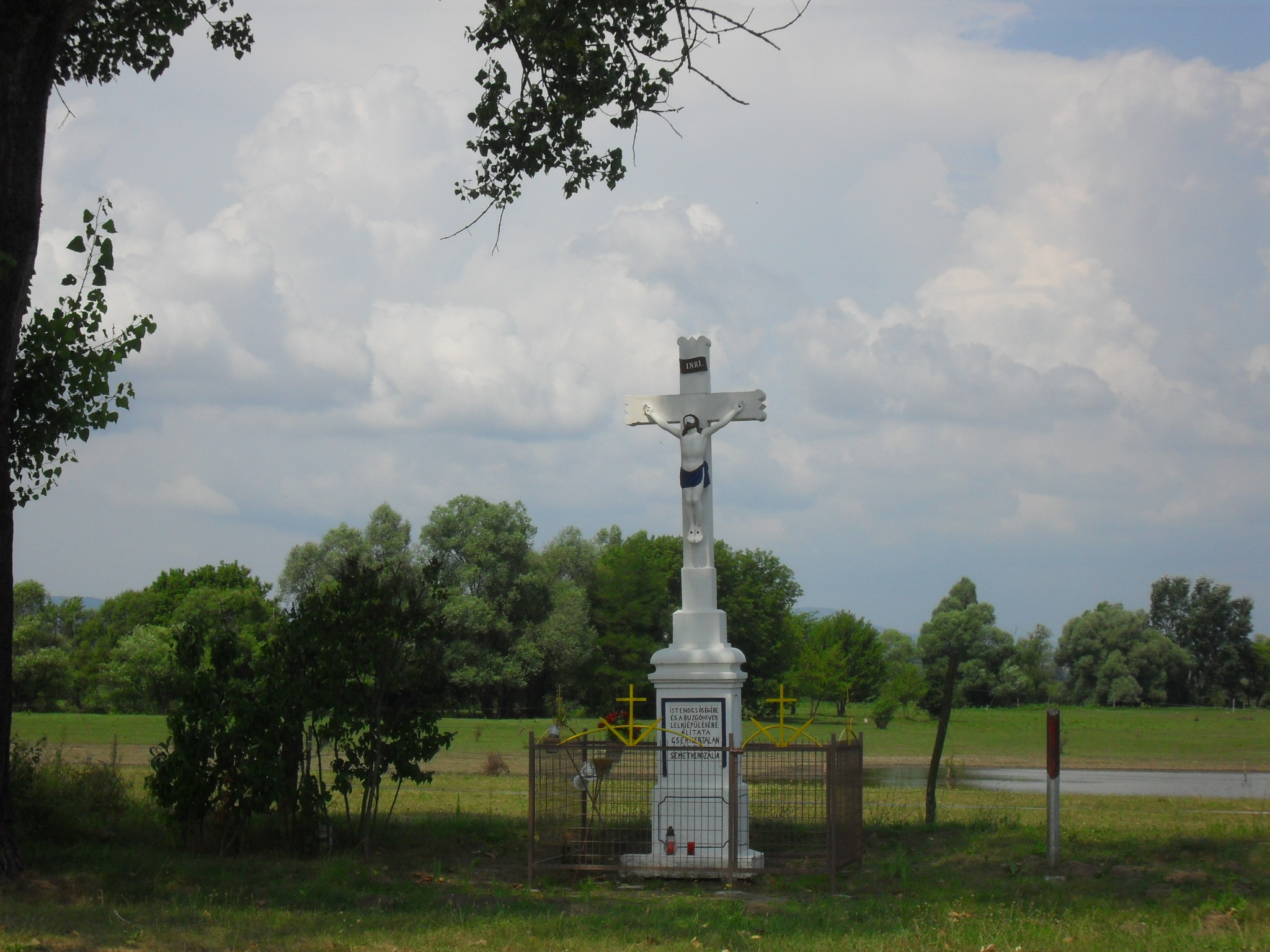
Crucifix de croisement d'Újkóvár.

Le territoire de Balassagyarmat comprend plusieurs quartiers urbains et zones périphériques d'occupation dispersée. Parmi les quartiers urbanisés actuels figure Nyírjes, situé dans la partie sud de la commune. Cette zone boisée, composée de pins et d'aulnes aux abords des étangs, doit son nom à la présence historique de forêts de bouleaux. À proximité s'étend Újkóvár, ancien village autonome créé à partir de la partie hongroise de Kóvár, commune divisée en 1920 par le tracé frontalier du traité de Trianon. Újkóvár fut rattaché administrativement à Balassagyarmat en 1926.
Dans les zones non urbanisées se trouvent plusieurs hameaux ou unités paysagères caractéristiques. Homokiszőlők, au sud-ouest de la ville, est un vignoble installé sur des dunes sablonneuses, encore habité aujourd'hui. Son nom permet de le distinguer des vignobles situés sur le territoire de Tótgyarmat.
Plus au sud, Nyírjespuszta désigne une ancienne zone de fermes isolées, située à l'est de Nyírjes. Non loin de là, entre Nyírjespuszta et Galbapuszta, s'étendent les terres de l'OFB. Ce nom fait référence aux parcelles redistribuées après la Première Guerre mondiale par le Tribunal national de répartition des domaines (Országos Földbirtokrendező Bíróság).
Enfin, Szobokpuszta est située au sud-ouest de la ville. Ce lieu correspond à l'emplacement d'un ancien village médiéval nommé Scobuc, déjà mentionné en 1156 et détruit au cours du XVIe siècle. En 1947, le conseil municipal proposa de rebaptiser ce hameau « Szabadpuszta » (« la ferme libre »), mais le ministère compétent refusa ce changement en 1949.

## Patrimoine local

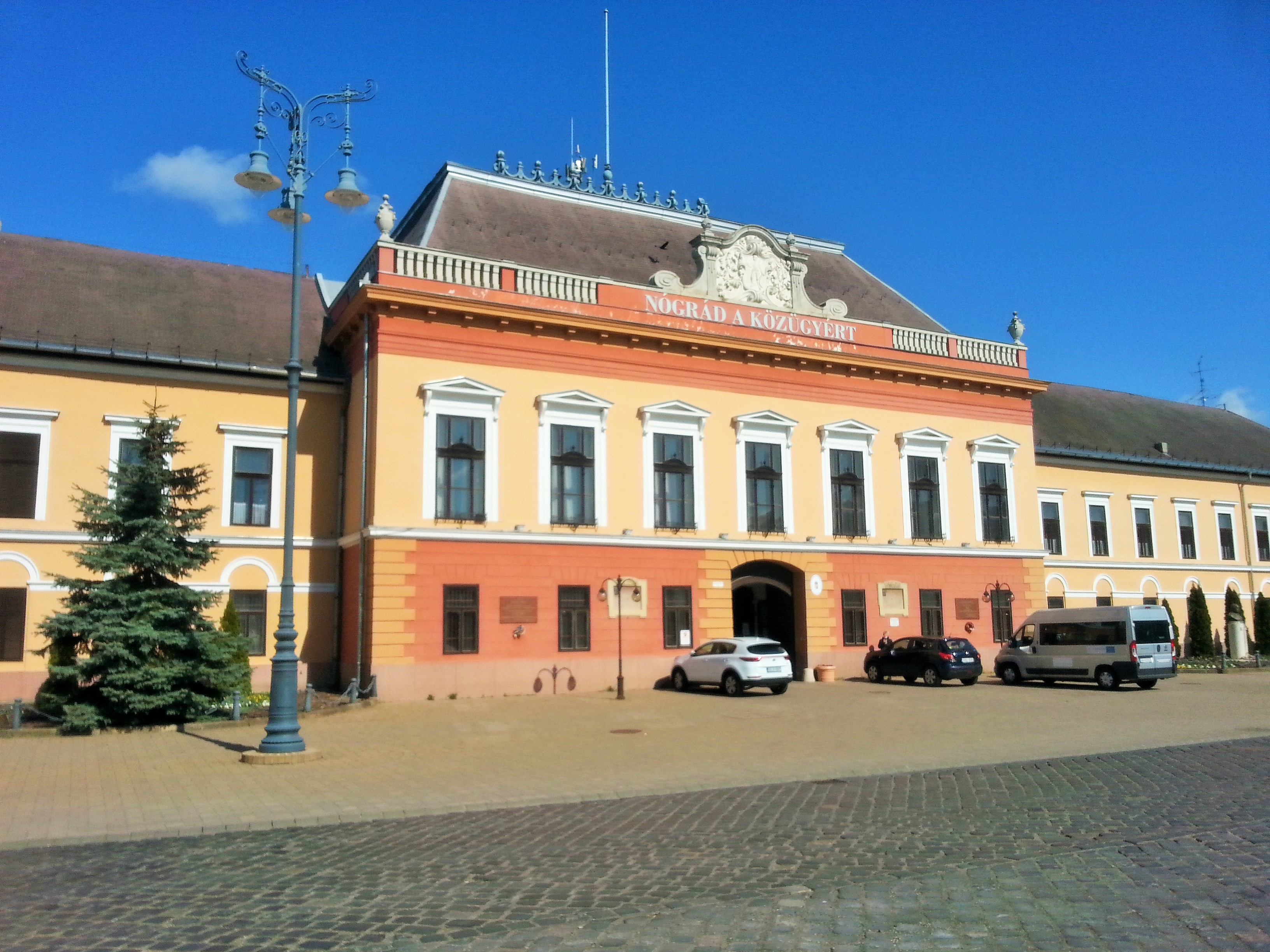
L'ancien hôtel du comitat.

Balassagyarmat se distingue par la richesse de son patrimoine architectural, naturel et muséal. Le point d'information touristique est situé dans l'ancien hôtel  du comitat, un édifice de style classique construit entre 1832 et 1835 sur les plans de Ferenc Kasselik, situé au 2, Civitas Fortissima tér. À proximité, le visiteur peut découvrir le musée Palóc, installé dans un bâtiment traditionnel au cœur du parc du même nom. Ce musée ethnographique présente les traditions populaires de la région et comprend un skanzen (musée en plein air). Non loin de là se trouve le musée Civitas Fortissima, dédié à l'histoire de la ville et en particulier au soulèvement de 1919.

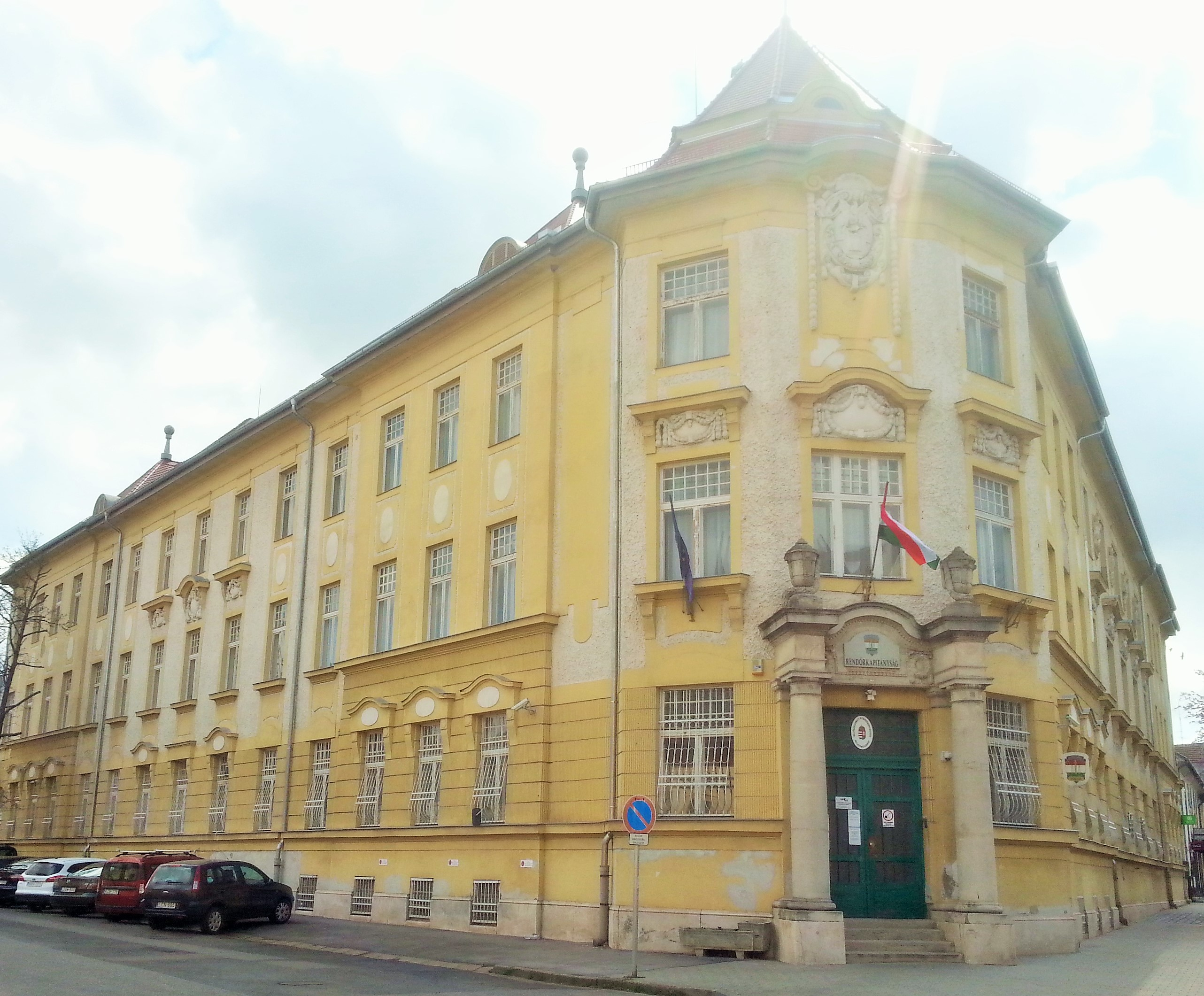
L'ancien palais des finances.

Plusieurs autres établissements culturels complètent l'offre muséale de la ville. Le musée de la moto Pannónia, situé rue Kossuth, expose des modèles rares de l'industrie motocycliste hongroise. Le musée du vélo, le premier du genre en Hongrie, présente une collection chronologique d'engins anciens. Sur la place centrale se trouvent également la galerie Jánossy, dédiée à l'art contemporain, et la galerie Tornay, logée dans une maison historique de la rue Rákóczi. Le Centre culturel Mikszáth Kálmán héberge la galerie Horváth Endre, qui accueille régulièrement des expositions temporaires. Le quartier de Szerb utca abrite le temple serbe orthodoxe, érigé en 1911 dans un style classique, aujourd'hui reconverti en galerie.

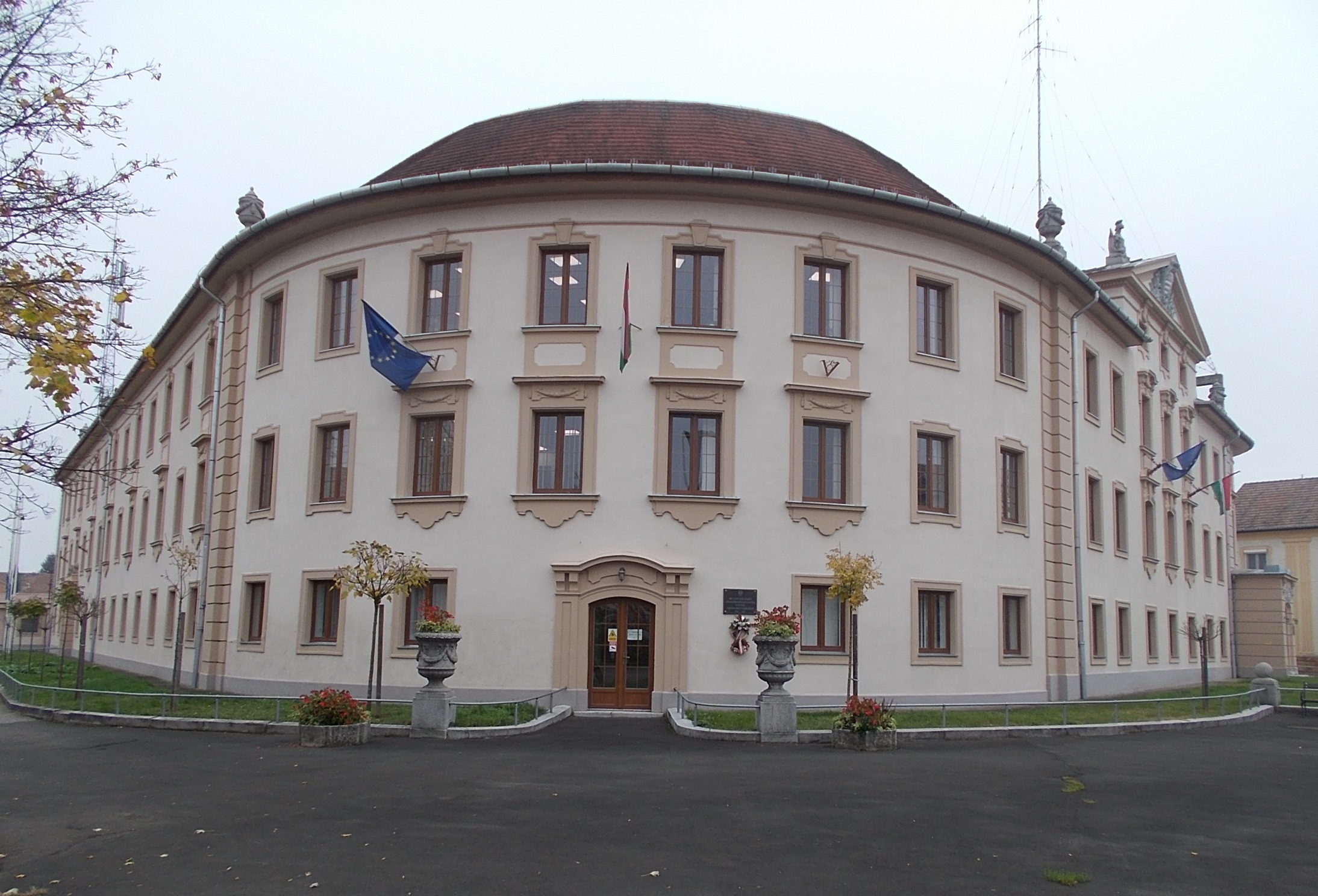
L'ancien palais de la gendarmerie.

La ville compte également une maison de prière et collection juive de l'Ipoly (Hunyadi utca 24), ainsi que plusieurs édifices historiques civils remarquables : la mairie de style éclectique (Rákóczi út 12), la galerie Artéria, le palais des finances (Bajcsy-Zsilinszky utca 6), l'ancien palais de la gendarmerie (Bajcsy-Zsilinszky utca 18), le tribunal de district, la maison natale de Kálmán Mikszáth (Madách utca 8), celle du poète Lőrinc Szabó (Szabó Lőrinc utca 10), ainsi qu'un ensemble de maisons bourgeoises baroques datant des années 1780. Le long de la rue Bajcsy-Zsilinszky se déploie une élégante rangée de villas de style Sécession (vers 1910). Sur la place centrale se dresse également l'ancien couvent des Dames anglaises (angolkisasszonyok), aujourd'hui reconverti. L'ancienne auberge Balassa, où séjourna à deux reprises le poète Sándor Petőfi, est un exemple préservé d'architecture classique (Rákóczi út 39). La ville possède en outre un cimetière juif orthodoxe classé monument historique (Temető utca 6).

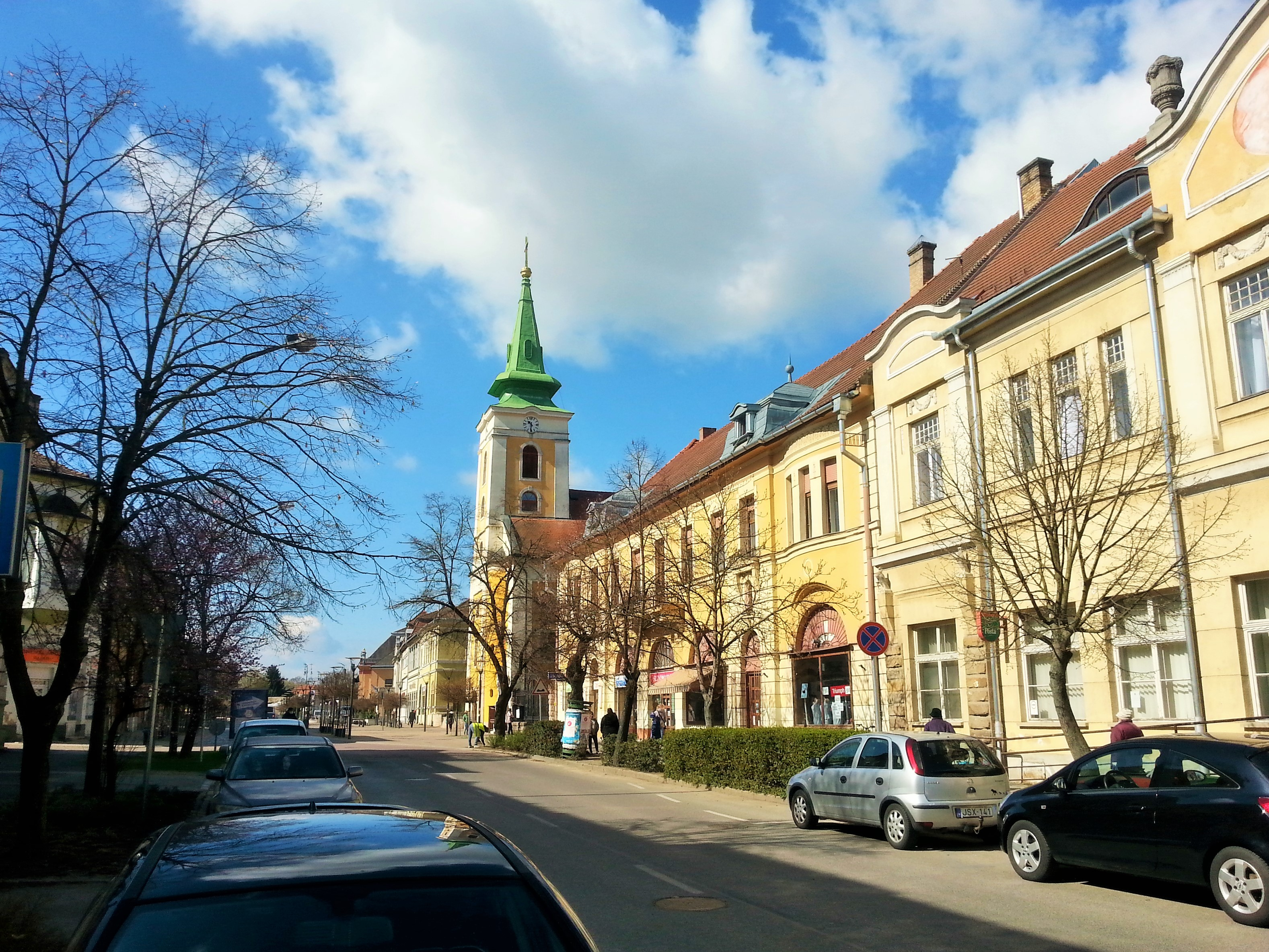
L'église catholique de la Sainte-Trinité.

Parmi les édifices religieux, le temple réformé (Ady Endre utca 17–19), de style néogothique, fut érigé en 1904. L'église évangélique luthérienne (Kossuth Lajos út 36–38), de style baroque, date des années 1785–1786 ; son clocher a été ajouté en 1794. Le monastère salésien Don Bosco et son église attenante ont été construits en 1935. L'église catholique romaine de la Sainte-Trinité, située Rákóczi út 20, fut construite entre 1740 et 1746 dans un style baroque. Une autre église catholique, dédiée à Marie, épouse du Saint-Esprit, a été construite dans un style contemporain à la fin du XXe siècle (1995–1998), à l'angle des rues Perczel et Honti. Le temple orthodoxe serbe, mentionné plus haut, fait aussi partie intégrante de ce patrimoine religieux.

## Médias
En matière de médias, la ville dispose de deux chaînes de télévision locales, Gyarmati Televízió et Ipoly TV, ainsi que d'une station de radio, Megafon FM. Parmi les publications locales figurent le Gyarmati Hírek, le Nógrád Megyei Hírlap, le magazine Nógrádi Műsor Magazin et le périodique Palóc Infó.

## Vie sportive

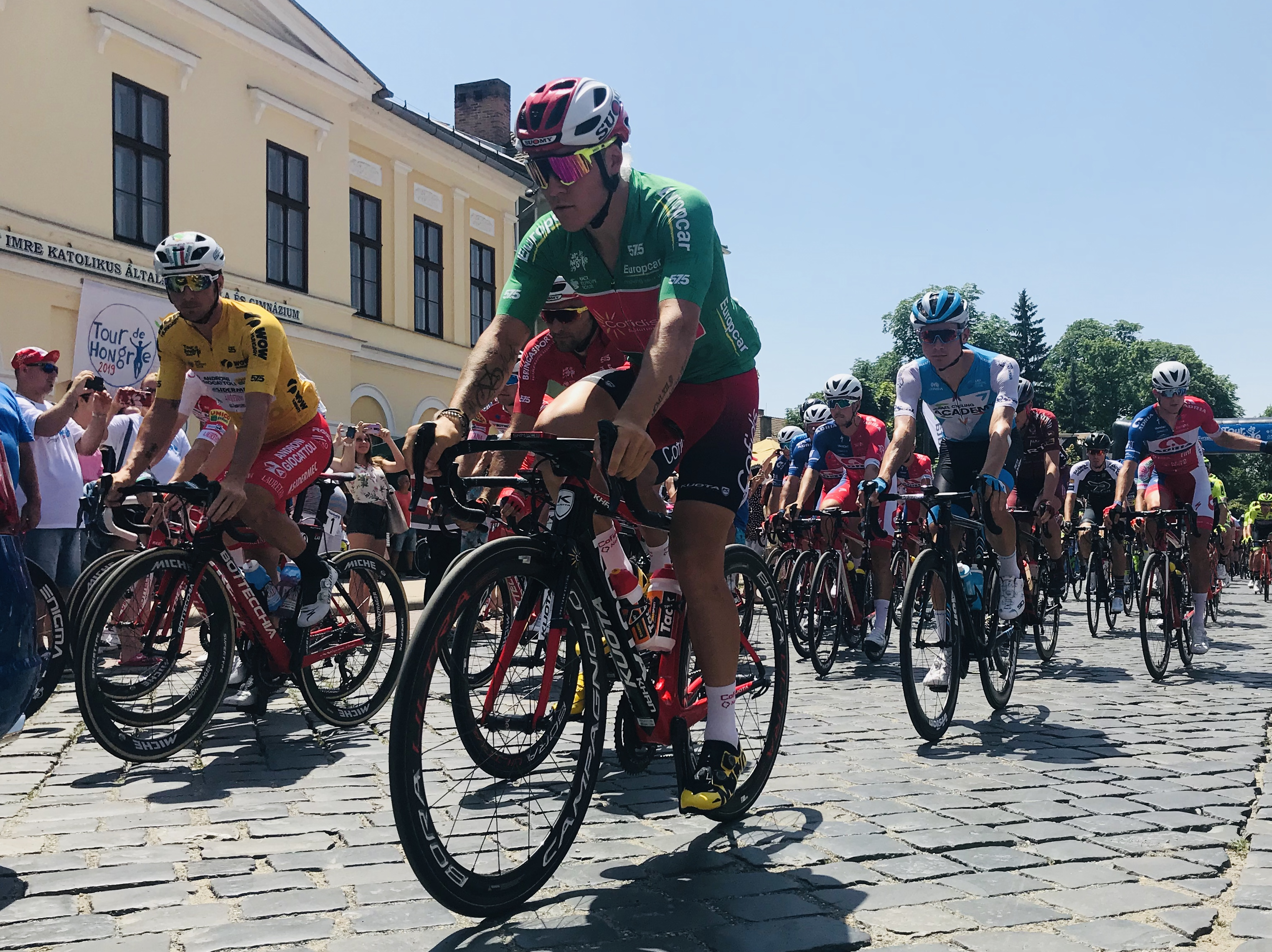
Départ du Tour de Hongrie 2019 à Balassagyarmat.

Le sport occupe une place importante à Balassagyarmat, où plusieurs disciplines sont solidement ancrées dans la vie locale. Le football constitue sans doute le sport le plus populaire. Trois clubs seniors y sont actifs. Le plus prestigieux est le Balassagyarmati VSE, fondé en 1902, ce qui en fait l'un des plus anciens clubs de football du pays. Il évolue actuellement dans le championnat national de troisième division (NB III), au sein du groupe Est. Seuls les clubs emblématiques comme le Ferencváros, l'Újpest et le MTK ont une ancienneté supérieure au sein des divisions nationales. À côté de ce club centenaire, deux autres équipes complètent la scène footballistique locale : le Balassagyarmati Sport Club, fondé en 2014 et engagé dans le championnat de deuxième division du comitat de Nógrád, et le Günter LSE, fondé en 2016, qui évolue dans la troisième division du même comitat.
Le handball est le deuxième sport le plus pratiqué. Le Balassagyarmati Kábel SE, fondé en 1969, représente la ville au niveau national. L'équipe masculine évolue actuellement en NB I/B, la deuxième division hongroise.
Outre ces disciplines phares, les associations sportives de Balassagyarmat proposent une large palette d'activités : triathlon, duathlon, beach-volley, athlétisme, danse sportive, karaté, escalade, cyclisme sur route et course d'orientation. L'encadrement est assuré par de nombreuses structures locales, dont le club d'alpinisme, le club de karaté, l'association de tennis, ainsi que des clubs scolaires et universitaires.

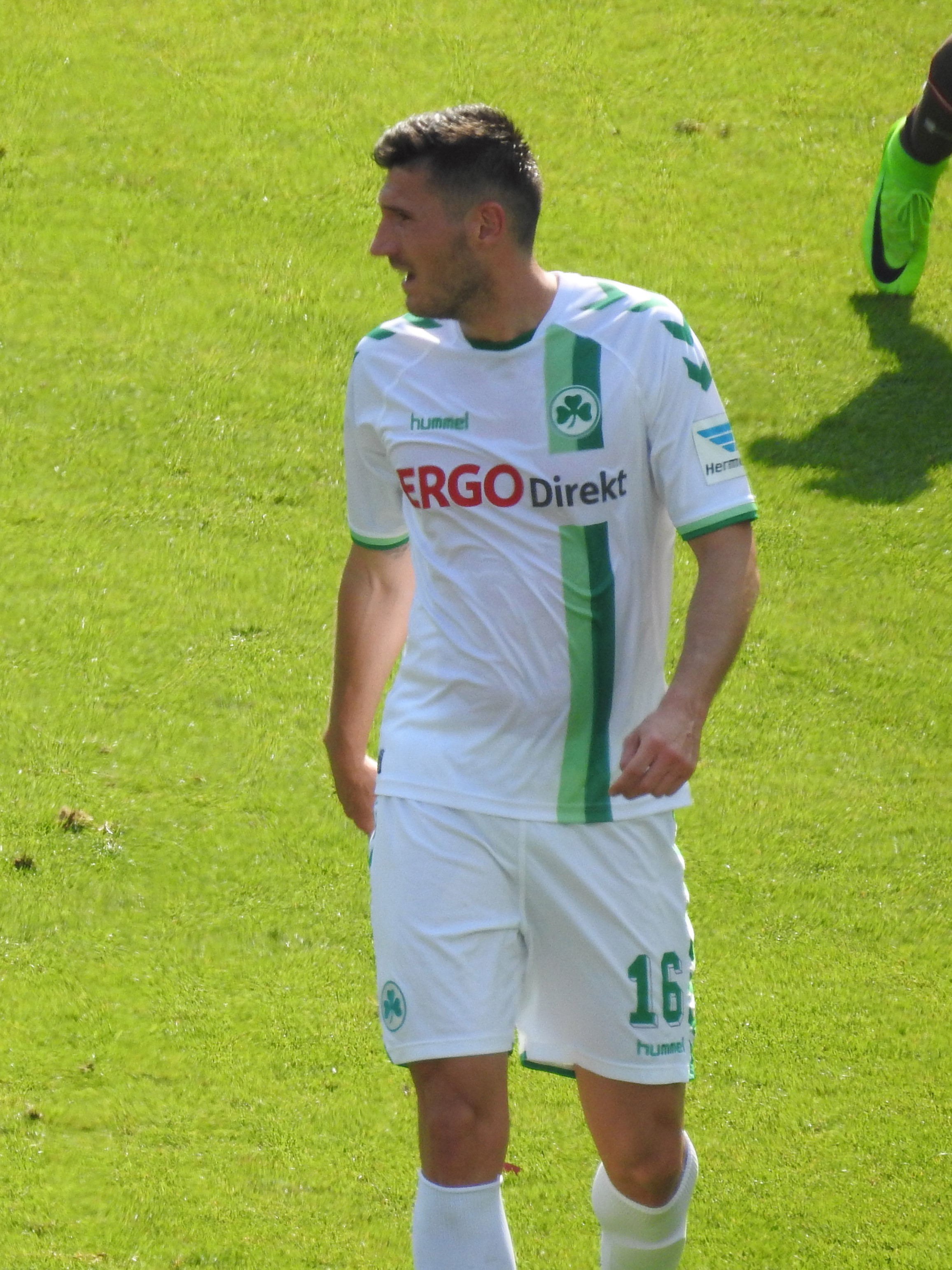
Le footballeur Ádám Pintér.

La ville a vu naître plusieurs sportifs de haut niveau, parmi lesquels l'athlète Dusán Kovács, le footballeur Ádám Pintér, la joueuse de beach-handball Eszter Garamvölgyi ou encore la handballeuse Bianka Barján.
Les équipements sportifs sont répartis sur l'ensemble du territoire communal. Le centre sportif Kövi Pál est l'un des complexes principaux, aux côtés du terrain de sport de Nagyliget, du complexe de la rue Vizy Zsigmond, de la piscine municipale couverte Révész László, du centre de loisirs de l'Ipoly, du centre de tennis László Tóth, et du bassin de natation à ciel ouvert de la ville, le Városi Strandfürdő.
Sur le plan des manifestations sportives, la ville accueille plusieurs compétitions d'envergure régionale. Le Cserhát Tour, course cycliste sur route organisée depuis 2003, se déroule sur trois distances entre Balassagyarmat et Garáb. Le Triathlon palóc, organisé à Nyírjes, combine natation, cyclisme et course à pied. La ville accueille également le Concours des braves, course moto historique relancée depuis les années 2000, et la journée multisport « Bouge, Gyarmat ! », lors de laquelle les participants rallient à vélo ou en courant l'hôpital et le gymnase. En 2019, la ville a également accueilli le départ d'une étape du Tour de Hongrie, renforçant ainsi sa notoriété dans le domaine du cyclisme professionnel.

## Jumelages
| Ville | Ville             | Pays | Pays      |
| ----- | ----------------- | ---- | --------- |
|       | Dej               |      | Roumanie  |
|       | Heimenkirch       |      | Allemagne |
|       | Lamezia Terme     |      | Italie    |
|       | Ostrołęka         |      | Pologne   |
|       | Pavie             |      | Italie    |
|       | Slovenské Ďarmoty |      | Slovaquie |
|       | Svaliava          |      | Ukraine   |

## Personnalités liées à la localité

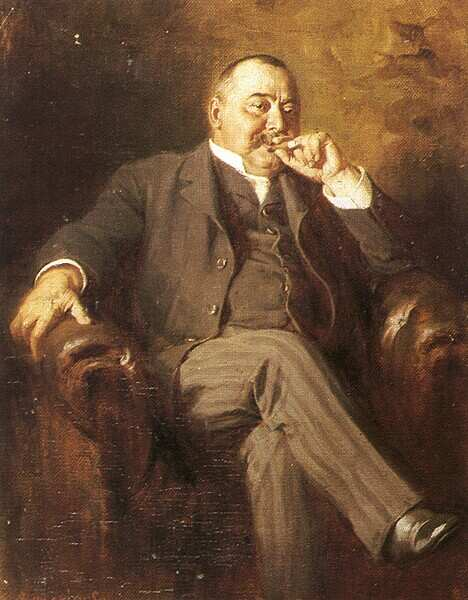
Kálmán Mikszáth.

La ville de Balassagyarmat a vu naître ou vivre de nombreuses personnalités marquantes du monde artistique, politique, intellectuel et sportif hongrois. Elle peut s'enorgueillir d'avoir été le berceau de plusieurs figures littéraires majeures, notamment les écrivains Kálmán Mikszáth (1847–1910), chantre de la région palóc, et Imre Madách (1823–1864), auteur du Drame de l'homme, l'un des chefs-d'œuvre du théâtre hongrois. Le poète Lőrinc Szabó (1900–1957) y passa une partie de sa jeunesse, et Károly Jobbágy (1921–1998), deux fois lauréat du prix Attila József, fut également attaché à la ville.
Dans le domaine des arts visuels, Balassagyarmat a vu naître le peintre et photographe Béla Lévavári (1885–1953), le graphiste Endre Horváth (1896–1954), célèbre pour ses projets de billets de banque, ou encore Péter Párkányi Raab (né en 1967), sculpteur de renom. Le dessinateur Ernő Zórád (1911–2004), connu pour ses bandes dessinées et illustrations, est aussi originaire de la ville. L'univers de la scène est également représenté par des artistes comme Tibor Patassy (1925–2011), acteur deux fois primé par le Prix Mari-Jászai, Gyöngyvér Bognár (née en 1972), actrice également lauréate du même prix, ou encore Edit Oravecz (née en 1961) et Ildikó Niklesz (née en 1957), toutes deux actives dans le théâtre et l'animation.
Parmi les personnalités du spectacle, on peut citer Viktória Eszményi (née en 1951) et Orsolya Szatmári (née en 1975), chanteuses reconnues, tout comme Laci Gáspár (né en 1979), connu du grand public depuis sa participation à Megasztár. Le chorégraphe Iván Markó (1947–2022), figure majeure du ballet hongrois, a également des liens avec Balassagyarmat.

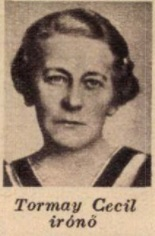
L'écrivaine Cécile Tormay a écrit certaines pages du Livre proscrit (Bujdosó könyv), au contenu antisémite et fasciste, à Balassagyarmat.

La ville est par ailleurs associée à plusieurs figures politiques et intellectuelles. Le président de la République hongroise Zoltán Tildy (1889–1961) y a passé son enfance, tout comme l'historien et généalogiste Iván Nagy (1824–1898). Aladár Huszár (1885–1945), préfet de plusieurs comitats puis bourgmestre principal de Budapest, est une autre figure politique issue de la ville. L'écrivaine et traductrice fasciste Cécile Tormay (1876–1937) a également séjourné à Balassagyarmat, où elle a écrit certaines pages de Le Livre proscrit (Bujdosó könyv), inspirées par les événements de la République des Conseils et au contenu antisémite.
Dans le domaine des arts appliqués et du design pour l'enfance, Sándor Lévai (1930–1997) a marqué plusieurs générations de jeunes téléspectateurs : il fut le créateur de Süsü, le célèbre dragon du dessin animé hongrois Süsü, a sárkány.
Balassagyarmat a aussi donné naissance à des sportifs d'élite comme le footballeur international Ádám Pintér (né en 1988), l'athlète Dusán Kovács, la handballeuse Bianka Barján, ou encore la spécialiste de beach-handball Eszter Garamvölgyi. Des figures du monde photographique, comme Balázs Telek (1974–2015) ou Zoltán Telek fils (né en 1967), peintre et photographe, ont également contribué au rayonnement culturel de la ville.
Enfin, on peut mentionner Anna Jurányi (née en 1947), journaliste et animatrice de télévision, ainsi que Árpád Urbán, député et acteur de la vie publique hongroise.